# Права ЛГБТ в Нидерландах
Нидерланды относится к числу самых либеральных стран в отношении прав ЛГБТ. В этой стране однополые отношения были декриминализированы ещё в 1811 году. Нидерланды стали первой страной мира, легализовавшей с 1 апреля 2001 года однополые браки и разрешившей однополым парам усыновлять детей. С 1993 года в Нидерландах запрещена дискриминация по признаку сексуальной ориентации.

## Преследование гомосексуалов в Нидерландах в XVIII веке
В 1730—1731 годах в Утрехте прошла масштабная кампания по преследованию гомосексуалов, которая затем распространилась на всю Республику семи соединённых земель Нидерландов. В результате состоялось около 300 судебных процессов над «содомитами», большинство из которых были приговорены к смертной казни. Это были самые серьёзные преследования гомосексуалов, предшествующие нацистскому террору.

## Правовой статус однополых отношений
После того, как Королевство Голландия была аннексирована Францией и на её территории в 1811 году вступил в действие уголовный кодекс Наполеона, гомосексуальные контакты перестали уголовно преследоваться. Также голландское законодательство не содержало никаких специальных указаний относительно гомосексуальной проституции.
В 1911 году в уголовный кодекс была введена статья 248-bis, предусматривающая тюремное заключение за однополые сексуальные контакты с несовершеннолетними (то есть с лицами моложе 21 года). Введение данной статьи было направлено на защиту молодёжи от «гомосексуального совращения», так как считалось, что гомосексуалы предпочитают удовлетворять свои сексуальные потребности с юными партнёрами. Вместе с введением статьи полиция начала вести картотеку всех гомосексуалов как потенциальных совратителей.
Статья просуществовала до 1971 года. Всего по ней было осуждено более 5 тысяч человек, три четверти из них — отправлено в тюрьмы.

## Легализация однополых союзов
1 января 1998 года в Нидерландах вступил в силу закон о зарегистрированных партнёрствах, что имело целью дать право однополым парам юридически оформить свои отношения. Тем не менее, также и разнополые пары могли заключать подобного рода союзы, поэтому в период с 1998 по 2001 год из числа всех зарегистрированных партнёрств, одна треть принадлежит разнополым парам. С юридической точки зрения, зарегистрированные партнёрства закрепляли за партнёрами те же права и обязанности, что и браки, в частности, в вопросах наследования.
Однополые браки в Нидерландах были легализованы 1 апреля 2001 года, таким образом Нидерланды стали первой страной в мире, легализовавшей однополые браки, предоставив однополым парам абсолютно равные права с традиционными парами во всех аспектах семейной жизни, включая возможность усыновления детей. До этого в стране с 1998 года действовал закон о зарегистрированных партнёрствах.

## В СМИ
- Статья Тейса Нимантсфердрита «Они сказали: „Эй, гомик, мы собираемся тебя избить“», поднимающая вопрос угнетения ЛГБТ в Нидерландах[9].